# روبرت لواندوفسکی
روبرت لواندوفسکی (به لهستانی: Robert Lewandowski؛ زادهٔ ۲۱ اوت ۱۹۸۸) بازیکن فوتبال اهل لهستان است که در پست مهاجم برای باشگاه بارسلونا و تیم ملی لهستان بازی می‌کند، لواندوفسکی یکی از برترین مهاجمان تاریخ فوتبال می‌باشد و جزء معدود بازیکنانی است که بیش از ۶۵۰ گل به ثمر رسانده‌اند، وی دو بار برنده کفش طلای اروپا و دو بار هم برنده بهترین بازیکن مرد فیفا شده است. وی سومین گلزن برتر رقابت لیگ قهرمانان اروپا بعد از کریستیانو رونالدو و لیونل مسی می‌باشد
روبرت لواندوفسکی پس از اینکه در رده‌های سوم و دوم فوتبال لهستان به همراه باشگاه فوتبال زنیچ پروشکوف بهترین گلزن بود به لیگ برتر فوتبال لهستان و باشگاه فوتبال لخ پوزنان نقل مکان کرد و به تیم کمک کرد در فصل ۲۰۰۹–۱۰ قهرمان لیگ لهستان شود، او در سال ۲۰۱۰ به باشگاه فوتبال دورتموند پیوست، جایی که افتخاراتی از جمله دو قهرمانی متوالی بوندسلیگا و جایزه بهترین گلزن لیگ را به دست آورد. در سال ۲۰۱۳ همچنین به همراه دورتموند به فینال لیگ قهرمانان اروپا راه یافت. قبل از شروع فصل ۲۰۱۴–۱۵، لوا به صورت رایگان به رقیب اصلی دورتموند یعنی بایرن مونیخ پیوست. او در بایرن در هشت فصل پیاپی قهرمان بوندسلیگا شد. لواندوفسکی نقش مهمی در قهرمانی بایرن مونیخ در فینال لیگ قهرمانان اروپا ۲۰۲۰ به عنوان بخشی از سه‌گانه داشت، او در کنار یوهان کرایف موفق به کسب سه‌گانه اروپا شده و در هر سه رقابت بهترین گلزن بوده و اولین بازیکنی است که این کار را به عنوان برترین گلزن انجام داده است. اوج حضور لوا در بایر مونیخ به کسب شش‌گانه منجر شد که در تمامی رقابتها به قهرمانی دست یافت. او در سال ۲۰۲۲ به بارسلونا انتقال یافت و در اولین فصل موفق به کسب سوپر جام اسپانیا، قهرمانی لالیگا و جایزه پیچیچی شد.
لواندوفسکی که از سال ۲۰۰۸، یک ملی پوش کامل برای تیم ملی فوتبال لهستان است، بیش از ۱۴۰ بازی تا کنون برای این تیم انجام داده و در جام ملت‌های اروپا ۲۰۱۲، ۲۰۱۶ و ۲۰۲۰ و همچنین در جام‌های جهانی ۲۰۱۴، ۲۰۱۸ و ۲۰۲۲ عضو و کاپیتان تیم ملی این کشور بوده است. او سومین گلزن برتر تیم‌های ملی در اروپا بعد از کریستیانو رونالدو و فرانس پوشکاش و هفتمین گلزن برتر تیم‌های ملی در جهان است. او یازده بار به عنوان بهترین فوتبالیست لهستان و سه بار به عنوان بهترین ورزشکار این کشور انتخاب شده است. علاوه بر این او دو بار برنده جایزه گرد مولر در ۲۰۲۱ و ۲۰۲۲ شده است.
در سال ۲۰۲۰ به عنوان بهترین بازیکن سال یوفا انتخاب شد و دو بار هم در تیم منتخب یوفا قرار گرفت. او سومین گلزن برتر لیگ قهرمانان اروپا است. لواندوفسکی پنج بار به عنوان بهترین بازیکن فصل بوندسلیگا انتخاب شده است. وی در رقابت‌های بوندسلیگا بیش از ۳۰۰ گل به ثمر رسانده و پس از گرد مولر بهترین گلزن تاریخ لیگ آلمان است، همچنین جز معدود بازیکنانی است که بیش از ۶۰۰ گل در تورنمنت‌های رسمی مختلف زده، او جایزه بهترین گلزن بوندسلیگا را ۷ سال به دست آورد که برجسته‌ترین آن‌ها در فصل ۲۰۲۰–۲۱ بوده که ۴۱ گل به ثمر رساند و رکورد گرد مولر را شکست و عنوان بهترین گلزن بوندسلیگا در یک فصل را در اختیار دارد. در فصل ۲۰۲۰ به دلیل همه‌گیری کرونا جایزه توپ طلا که شانس اصلی آن لواندوفسکی بود اهدا نشد و در فصل ۲۰۲۱ هم تنها با ۳۳ رای کمتر از لیونل مسی دوم شد. واز هدف‌های او در سال ۲۰۲۴ ۱۰۰ گل در بارسلونا و ۱۰۰ گل در چمپیونز لیگ است

## زندگی شخصی
پدر او نام روبرت را برای او انتخاب کرد تا به عنوان یک فوتبالیست حرفه‌ای به خارج از کشور مهاجرت کند، پدرش کریستوف درگذشته سال ۲۰۰۵ یک قهرمان جودو، لهستان بود و همچنین در تیم فوتبال ورشو در دسته دو بازی می‌کرد، مادرش هوتنیک نام دارد که بازیکن سابق تیم والیبال پارتیزانت لزنو بود، خواهر او ملینا نیز بازیکن تیم ملی والیبال زنان لهستان است.
همسر او آنا لواندوفسکی است که در سال ۲۰۰۹ مدال برنز جام جهانی کاراته را به دست آورد. آنها در ۲۲ ژوئن ۲۰۱۳ در کلیسای بشارت مریم مقدس سروک ازدواج کردند، و در حال حاضر دو دختر دارند. لواندوفسکی یک مسیحی کاتولیک است او در اکتبر ۲۰۱۴ با پاپ فرانسیس دیدار کرد زمانی که بایرن مونیخ پس از پیروزی ۷ بر یک مقابل رم در ایتالیا بود از واتیکان بازدید کرد.
در اکتبر ۲۰۱۷ یک روز پس از گلزنی برای لهستان در مقدماتی جام جهانی ۲۰۱۸ لواندوفسکی لیسانس تربیت بدنی خود را با مربیگری و مدیریت در آکادمی آموزش ورزشی در ورشو دریافت کرد و به یک دهه تحصیل خود پایان داد. لواندوفسکی علاوه بر زبان لهستانی به زبان‌های آلمانی و انگلیسی نیز مسلط است.

### بشر دوستی و تجارت
لواندوفسکی و همسرش آنا در طول زندگی حرفه‌ای خود برای سازمان‌های خیریه و کودکان مختلف حمایت اهدا و جمع‌آوری پول کرده‌اند، از جمله موسسه بهداشت یادبود کودکان در ورشو که برای آن در روز تولد آنا بیش از ۱۵۰ هزار یورور جمع‌آوری کردند. سال ۲۰۱۸ برای درمان سیپریان PLN لواندوفسکی همچنین ۱۰۰ هزار یورو برای درمان گاول پسر سه ساله هلی اهدا کرد. و به مجع‌آوری کمک‌های مالی برای ارکستر بزرگ خیریه کریسمس هر سال اهدای اقلام شخصی یا جلسات خصوصی او که در حراج‌های آنلاین فروخته می‌شود کمک می‌کند، در مارس ۲۰۱۴ او به عنوان سفیر حسن نیت یونیسف منصوب شد، در مارس ۲۰۲۰ لواندوفسکی و همسرش در طول همه‌گیری کرونا یک میلیون یورو اهدا کردند.
علاوه بر کمک‌های بشردوستانه لواندوفسکی همچنین عمدتاً در استارپ‌ها، تجارت الکترونیک و وب‌سایت‌ها عمدتاً از شرکتی که خود سهام‌دار آن است سرمایه‌گذاری می‌کند.
در سال ۲۰۱۳ لواندوفسکی قرارداد حمایت مالی با بانک امضا کرد، در مارس ۲۰۲۲ لوا قرارداد حمایت مالی خود با شرکت چینی هواوی را پس از گزارش حمایت این شرکت از حمله روسیه به اوکراین لغو کرد، لواندوفسکی پس از توافق با شرکت در نوامبر ۲۰۱۵، سفیر جهانی هواوی شده بود.

## دوران باشگاهی
در سال ۱۹۹۷ به تیم نوجوانان پارتیزان پیوست و سال بعد به نوجوانان ورسویا پیوست و به مدت هفت سال در آن‌جا بازی کرد، در سال ۲۰۰۵ به تیم دسته ۴ دلتا ورشو پیوست جایی که بالاخره موفق شد در تیم اصلی بازی کند و در پایان فصل ۴ گل به ثمر رساند. و فصل بعد را در باشگاه فوتبال لگیا ورشو سپری کرد و دو گل به ثمر رساند. لواندوفسکی بعد به تیم زنیچ پروشکوف پیوست و با ۱۵ گل بهترین گلزن لیگ دسته سه لهستان شد و کمک کرد این تیم به مقام قهرمانی برسد و به لیگ دو صعود کند، فصل بعد او با ۲۱ گل بهترین گلزن لیگ دو لهستان شد.

### لخ پوزنان
در ژوئن ۲۰۰۸ باشگاه فوتبال لخ پوزنان لواندوفسکی را به مبلغ ۱٫۵ میلیون یورو به خدمت گرفت در اوایل همان ماه سزاری کوچارسکی نماینده لواندوفسکی او را به تیم سابق خود اسپورتینگ خیخون که پس از ده سال به لالیگا صعود کرده بود پیشنهاد داد که این باشگاه اسپانیایی آن را رد کرد. او اولین بازی خود را در ۱۷ ژوئیه ۲۰۰۸ برای لخ به عنوان یار تعویضی در مقدماتی جام یوفا مقابل باشگاه فوتبال خزر لنکران از آذربایجان انجام داد که در دقیقه ۷۵ تنها گل مسابقه را به ثمر رساند، لوا در اولین بازی خود در لیگ برتر لهستان در دقیقه ۵۰ اولین گل خود در این لیگ را وارد دروازه حریف کرد در پایان اولین فصل حضورش دومین گلزن لیگ برتر لهستان شد، او فصل را با ۱۸ گل در ۴۲ بازی به پایان رساند او همچنین در فینال سوپر جام فوتبال لهستان تک گل تیمش را زد و در ضربات پنالتی موفق به قهرمانی در این جام شد. فصل بعد او با ۱۸ گل بهترین گلزن شد و به تیمش کمک کرد قهرمان فصل ۲۰۰۹–۱۰ شود.
مربی انگلیسی سام آلاردایس گفت که لواندوفسکی در سال ۲۰۱۰ در آستانه پیوستن به تیم لیگ برتری بلکبرن انگلیس بود اما ابرهای خاکستر آتشفشانی ناشی از فوران‌های ۲۰۱۰ ایافیاتلایوکوتل که تمام پروازهای داخل و خارج از بریتانیا را به حالت تعلیق درآورد علاوه بر نگرانی‌های مالی دیگر از انتقال او جلوگیری کرد. علاوه بر این لوا در آستانه پیوستن به جنوا در سری آ ایتالیا بود قبل از اینکه رئیس باشگاه انریکو پرزیوسی تصمیم به لغو این انتقال بگیرد.

### دورتموند
- (۲۰۱۰–۱۱)

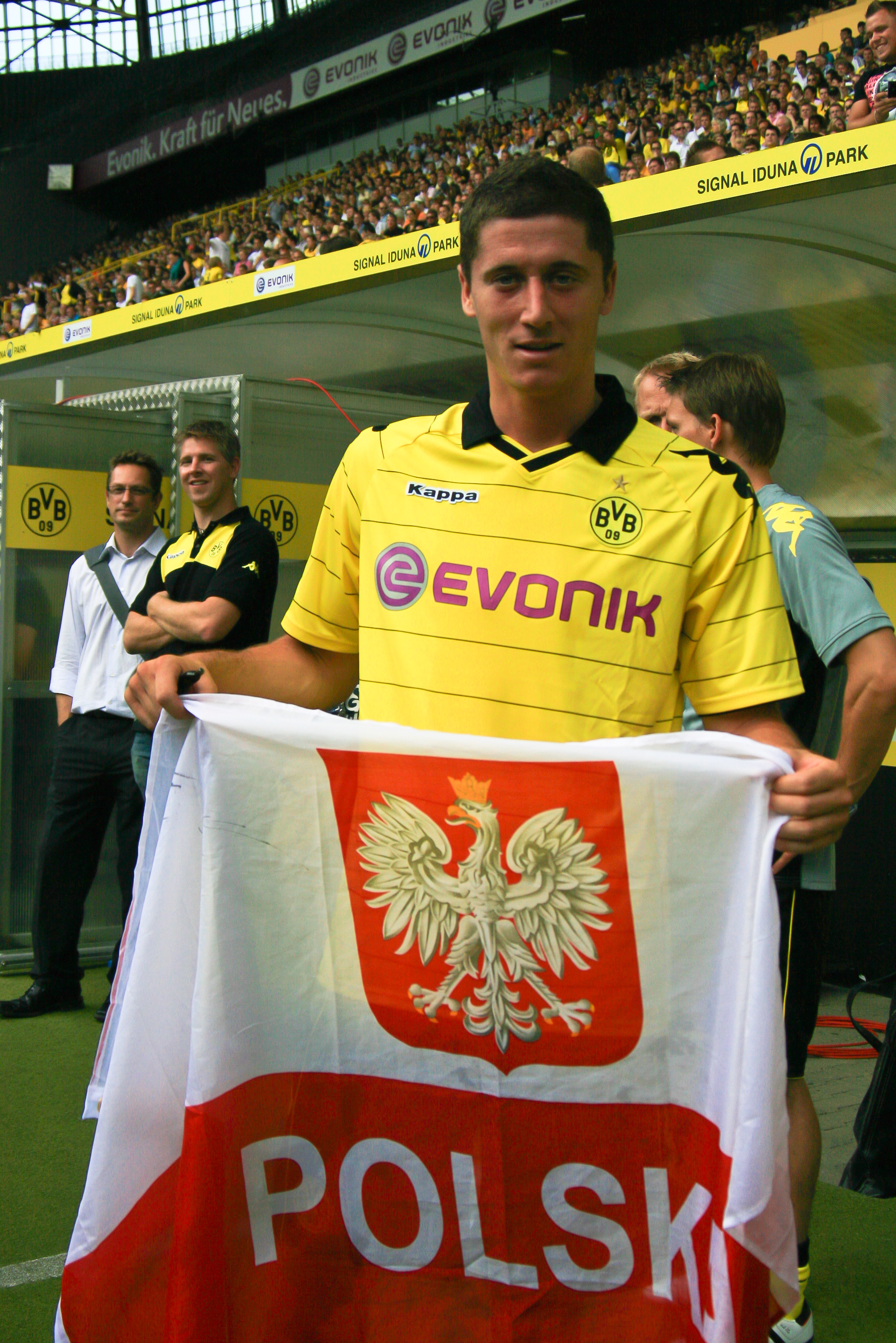
روبرت لواندوفسکی در تیم دورتموند در سال ۲۰۱۰

پس از گمانه‌زنی‌های مطبوعاتی دربارهٔ اینکه لواندوفسکی ممکن است یکی از چند باشگاه نقل مکان کند او در ژوئن ۲۰۱۰ با قراردادی به مبلغ ۴/۵ میلیون یورو در سال به باشگاه فوتبال بروسیا دورتموند پیوست و قراردادی ۴ ساله با این باشگاه آلمانی امضا کرد. در ۱۹ سپتامبر اولین گل خود را در جریان پیروزی ۳ بر یک دورتموند برابر شالکه در بوندسلیگا به ثمر رساند.
- (۲۰۱۱–۱۲)

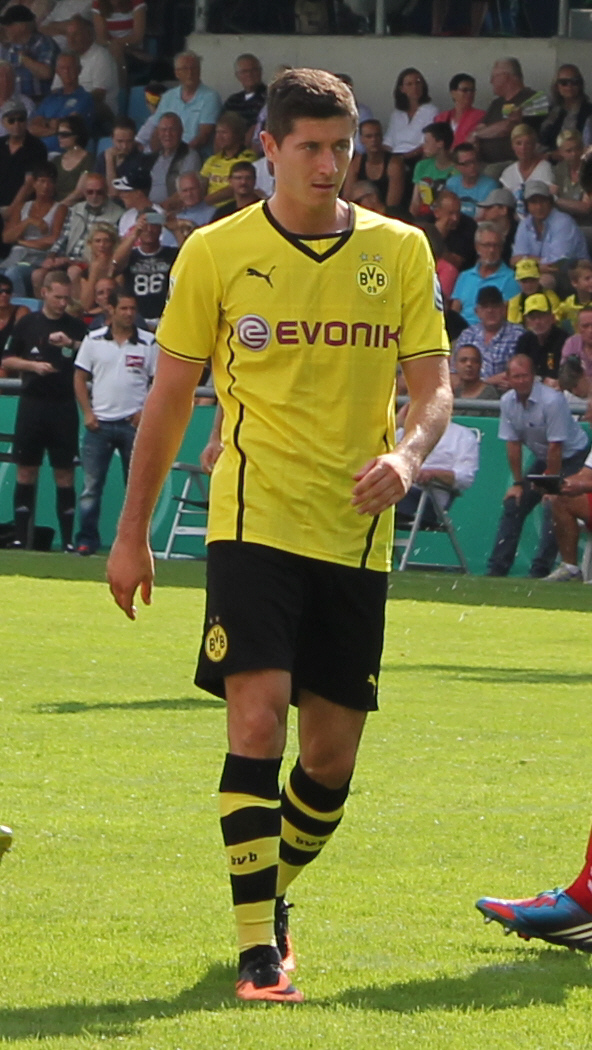
لواندوفسکی درحال بازی برای دورتموند در سال ۲۰۱۳

در فصل ۲۰۱۱–۱۲ از مصدومیت لوکاس باریوس سود برد و تا تعطیلات زمستانی به جایگاهی همیشه حاضر در ترکیب صعود کرد، این مهاجم در پیروزی ۳ بر صفر دورتموند مقابل ساندهاوزن دبل کرد، در ۱ اکتبر لواندوفسکی اولین هتریک خود را ثبت کرد و در پیروزی ۴ بر صفر دورتموند برابر آگزبورگ پاس گل داد. بعد از باخت ناامید کننده ۳ بر صفر در مرحله گروهی لیگ قهرمانان مقابل مارسی در بازی بعد اولین گل خود در لیگ قهرمانان را برابر المپیاکوس وارد دروازه حریف کرد، دورتموند با پیروزی راحت ۵ صفر مقابل کلن به رده دوم بوندسلیگا صعود کرد و روبرت لواندوفسکی در هر دو نیمه گلزنی کرد. او به دلیل عملکرد فوق‌العاده خود به عنوان بهترین فوتبالیست سال لهستان انتخاب شد.
پس از تعطیلات زمستانی دورتموند ۵ بر یک هامبورگ را شکست داد تا با بایرن مونیخ هم امتیاز شود لوا در این بازی دو گل زد و یک پاس گل هم داد، او در ۱۱ آوریل ۲۰۱۲ در در کلاسیکر آلمان اولین گل خود به بایرن مونیخ را به ثمر رساند و دورتموند با همین نتیجه پیروز شد. در ۲۱ آوریل لواندوفسکی برای شینجی کاگاوا پاس گل داد و او دروازه مونشن گلادباخ را باز کرد دورتموند با پیروزی در این دیدار برای دومین فصل متوالی قهرمان بوندسلیگا شد. در آخرین بازی این فصل لواندوفسکی دو گل به فرایبورگ زد و قهرمانی را جشن گرفتند وی با ۲۲ گل و ۶ پاس گل سومین گلزن فصل بوندسلیگا شد. در ۱۲ می در آخرین بازی فصل برای دورتموند در فینال جام حذفی فوتبال آلمان ۲۰۱۲ در جریان پیروزی ۵ بر ۲ دورتموند مقابل بایرن وی هتریک کرد و در پایان با زدن ۷ گل در ۶ بازی جام حذفی بهترین گلزن مسابقات شد.
- (۲۰۱۲–۱۳)

او فصل ۲۰۱۲–۲۰۱۳ را با گلزنی در سوپرجام آلمان مقابل بایرن آغاز کرد، اولین گل این فصل خود در بوندسلیگا را برابر بایرلورکوزن به ثمر رساند و این تیم را به رکورد ۳۱ بازی بدون شکست در بوندسلیگا رساند، سه روز بعد دورتموند با تک گل لواندوفسکی آژاکس را در لیگ قهرمانان شکست داد. او رکورد جدید باشگاه در طولانی‌ترین گلزنی را با گلزنی در ۱۲ بازی متوالی لیگ به نام خود ثبت کرد و از رکورد فریدهلم کونیتسکا در فصل ۱۹۶۴–۶۵ پیشی گرفت. او در بازی مقابل هامبورگ دروازه حریف را باز کرد اما در دقیقه ۳۱ به دلیل خطا برای اولین بار اخراج شد. لوا این فصل بوندسلیگا را با ۲۴ گل و اختلاف یک گل کمتر از اشتفان کیسلینگ بازیکن لورکوزن به پایان رساند.
اما اوج دوران روبرت لواندوفسکی از بازی برابر رئال مادرید آغاز شد او در مرحله نیمه نهایی لیگ قهرمانان اروپا دست به کار بزرگی زد و در یک بازی تاریخی ۴ بار دروازه کهکشانی‌ها را باز کرد و دورتموند را به فینال لیگ قهرمانان اروپا ۲۰۱۳ اروپا رساند. اما در بازی فینال به بایرن مونیخ باخت و لوانوفسکی هم موفق به گلزنی نشد.
- (۲۰۱۳–۱۴)

در سوپر جام فوتبال آلمان برابر بایرن مونیخ با نتیجه ۴ بر ۲ پیروز شدند و لوا یک جام دیگر به دست آورد. او اولین گل فصل خود را در بازی افتتاحیه بوندسلیگا برابر آگزبورگ به ثمر رساند. در ۱ نوامبر او تنها هتریک این فصل خود را برابر اشتوتگارت ثبت کرد.
در ۲۵ فوریه ۲۰۱۴ در مرحله یک‌هشتم نهایی لیگ قهرمانان لواندوفسکی دو گل برابر زنیت روسیه به ثمر رساند و بهترین گلزن دورتموند در رقابت‌های اروپایی شد و از ۱۶ گل استفان چاپیوسات پیشی گرفت او در ۱۸۲ بازی ۱۰۰مین گل خود را برای دورتموند به ثمر رساند، وی با ۲۰ گل بهترین گلزن فصل بوندسلیگا ۲۰۱۳–۱۴ شد، در جریان بازی برابر زنیت او کارت زرد دوم را دریافت کرد و از همراهی تیمش در دور رفت یک چهارم نهایی برابر رئال مادرید بازماند. او ۶ گل هم در لیگ قهرمانان به ثبت رساند تا این فصل را با ۲۸ گل در ۴۸ مسابقه به پایان برساند، یورگن کلوپ به دلیل نگرانی از مصدومیت وی را از برخی تمرینات معاف کرد او در آخرین بازی خود برای دورتموند در فینال جام حذفی آلمان برابر بایرن مونیخ ۲ بر صفر شکست خورد.

### بایرن مونیخ
- ۲۰۱۴–۱۵

روبرت لواندوفسکی به‌طور رسمی در ۳ ژانویه ۲۰۱۴ با قراردادی ۵ ساله به باشگاه فوتبال بایرن مونیخ پیوست و در ۹ ژوئیه به صورت رسمی معرفی شد. او اوین بازی خود را برای بایرن در تور پیش فصل برابر منتخب لیگ ام ال اس انجام داد گلزنی کرد اما بایرن مونیخ شکست خورد.

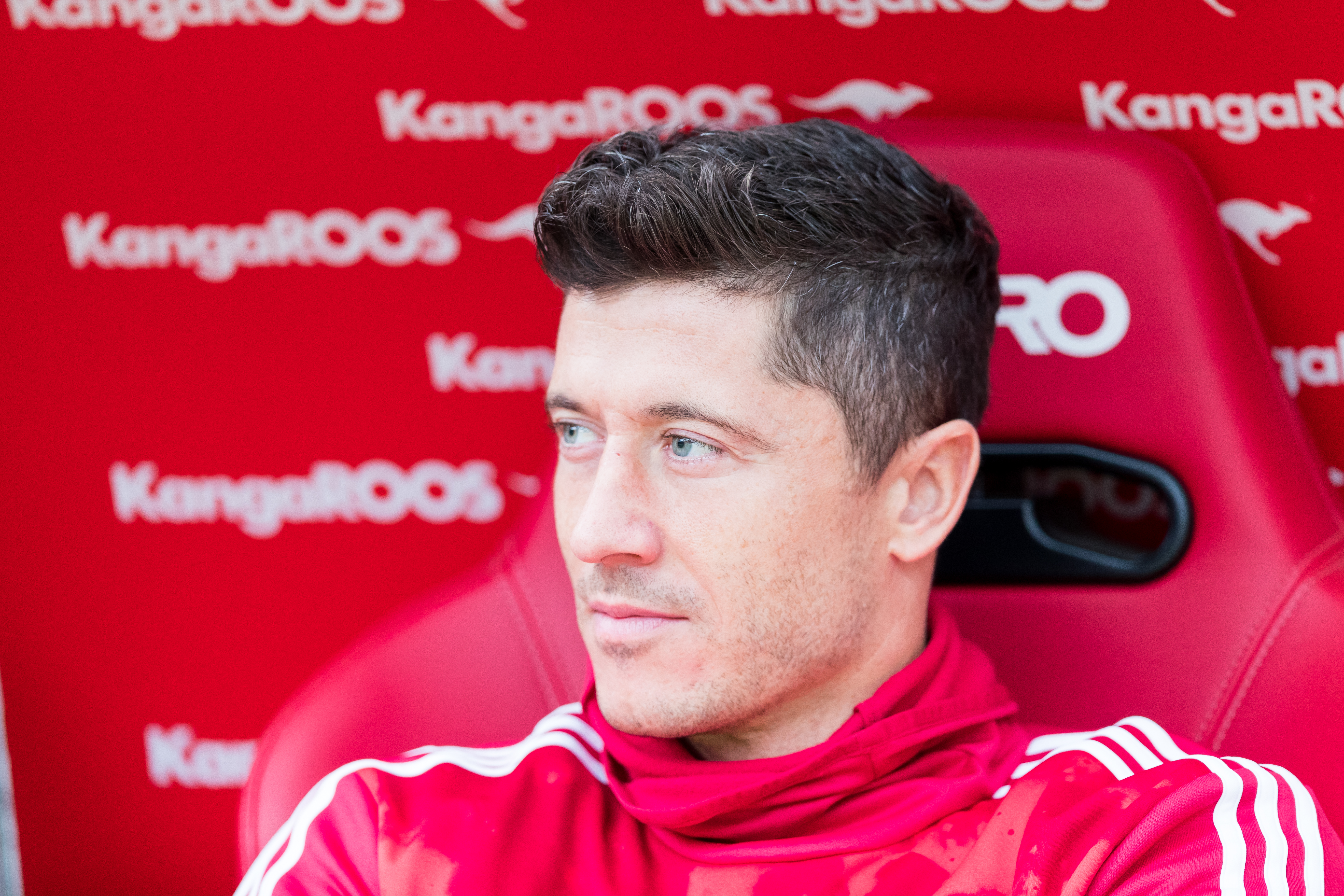
روبرت لواندوفسکی روی نیمک بایرن مونیخ در سال ۲۰۱۹

او اوین بازی خود را در برابر تیم سابقش دورتموند انجام داد و ۲ بر صفر شکست خورد، و اولین گل خود را برای بایرن در هفته دوم برابر شالکه به ثمر رساند که یک بر یک پایان یافت. لوا اولین گل خود برای بایرن مونیخ در لیگ قهرمانان را در جریان پیروزی ۷ بر یک برابر رم ثبت کرد. در اولین بازی خود در بوندسلیگا در در کلاسیکر یک گل به دورتموند زد و بایرن ۲ بر یک پیروز شد. در سومین بازی فصل خود برابر دورتموند یک گل زد و بایرن پیروز شد. در ۲۱ فوریه ۲۰۱۵ در برد ۶ بر صفر بایرن مقابل پادربورن ۲ گل زد دومین گل او دهمین گل فصل او در لیگ بود، در بازی برگشت یک چهارم لیگ قهرمانان دو گل وارد دروازه پورتو کرد و بایرن به نیمه نهایی رفت. بایرن بعد از شکست مونشن گلادباخ قهرمان بوندسلیگا شد، در نیمه نهایی جام حذفی آلمان لوا یک گل به دورتموند زد اما در ضربات پنالتی بایرن حذف شد اگرچه لواندوفسکی تا پایان بازی ماند اما در ضربات پنالتی شرکت نکرد بعد در آزمایشات معلوم شد وی دچار شکستگی فک و ضربه مغزی شده است که موجب دوری یک هفته‌ای او از میادین شد. در ۱۲ می در بازی برگشت نیمه نهایی لیگ قهرمانان در یک بازی ماندگار لواندوفسکی، آرین روبن و توماس مولر با نتیجه ۳ بر ۲ بارسلونا را شکست دادند اما با باخت سنگین دور رفت که لوا و روبن مصدوم بودند بایرن مونیخ حذف شد. لواندوفسکی با ۱۷ گل در ۳۱ بازی پس از الکساندر مایر از اینتراخت فرانکفورت به‌طور مشترک با آرین روبن دومین گلزن لیگ آلمان شد. او فصل را با ۲۵ گل در ۴۹ مسابقه به پایان رساند.
- ۲۰۱۵–۱۶

در ۱۴ اوت در بازی افتتاحیه فصل جدید بوندسلیگا یکی از ۵ گل بایرن مونیخ به هامبورگ را به ثمر رساند.
در ۲۲ سپتامبر در یک بازی تاریخی در حالی که وولفسبورگ یک بر صفر از بایرن جلو بود لواندوفسکی در نیمه دوم به میدان آمد و دست به کار بزرگی زد و در ۹ دقیقه ۵ گل وارد دروازه وولفسبورگ کرد تا نامش را در رکورد گینس ثبت کند.
او همچنین سریع‌ترین هتریک ۳ گل در در ۴ دقیقه و بیشترین گل‌زده توسط بازیکن تعویضی ۵ گل را در کارنامه خود دارد. چهار گواهینامه توسط رکوردهای جهانی گینس برای این شاهکار به او عطا شد. چهار روز بعد دو گل در برابر ماینس به ثمر رساند اولین گل او ۱۰۰مین گل او در بوندسلیگا و این بازی ۱۶۸مین بازی او در لیگ آلمان بود که یک رکورد برای بازیکن غیر آلمانی محسوب می‌شود. او همچنین در هفت بازی ابتدایی ده گل به ثبت رساند رکوردی که قبلاً در اختیار گرد مولر بود، در ۲۹ سپتامبر در برابر دیناموزاگرب هتریک کرد او در سه بازی برای بایرن ده گل زد او پنج روز بعد در شکست ۵ بر یک دورتموند دو گل به ثمر رساند تا در ۴ بازی آخر ۱۲ گل زده باشد. در ۲۴ اکتبر در برابر کلن یک گل زد و این تیم برابر ۴ بر صفر شکست خورد و پس از ده بازی طفم شکست را کشید، در ۱۱ ژانویه در مراسم توپ طلای فیفا ۲۰۱۵ به مقام چهارم دست یافت. در ۱۹ مارس لوا تنها گل برابر کول را به ثمر رساند تا با ۲۵ گل در یک فصل رکورد خود را ارتقا دهد. در مرحله یک‌هشتم لیگ قهرمانان لوا یکی از گل‌های بایرن را وارد دروازه یوونتوس کرد، گل او به باشگاه فوتبال اتلتیکو مادرید در نیمه نهایی لیگ قهرمانان اروپا ۱۶–۲۰۱۵ باعث شد او با ۹ گل این فصل رقابت‌ها را به پایان برساند. در ۷ می لوا هر دو گل بایرن به اینگولشتات را زد تا برای چهارمین فصل پیاپی بایرن قهرمان لیگ شود، یک هفته بعد او سی‌امین گل خود را در هفته پایانی برابر هانوفر به ثمر رساند این گل او را به اولین بازیکن خارجی تبدیل کرد که در بوندسلیگا ۳۰ گل زده است. او فصل را با ۴۲ گل در ۵۱ بازی به پایان رساند.
- ۲۰۱۶–۱۷

این فصل را با قهرمانی در سوپر کاپ آغاز کرد، پنج روز بعد بایرن در جام حذفی کارل زایس را شکست داد و لوا هتریک کرد و پاس گل داد. او بوندسلیگا را با هتریک دیگر در برابر وردربرمن آغاز کرد، در ۱۳ دسامبر لواندوفسکی قرارداد جدیدی تا فصل ۲۰۲۱ با بایرن امضا کرد.
در ۱۱ مارس ۲۰۱۷ لوا در ۱۳۷مین بازی برای بایرن ۱۰۰مین گل را برای این تیم ثبت کرد، و دو گل در برابر فرانکفورت به ثمر رساند و این فصل را با ۴۲ گل در ۴۷ مسابقه به پایان رساند.
- ۲۰۱۷–۱۸

لوا این فصل را با قهرمانی در سوپر جام فوتبال آلمان با پیروزی آغاز کرد او گل مساوی را زد و در ضربات پنالتی باعث قهرمانی بایرن شد.
در ۱۳ دسامبر در برابر کلن تنها گل دیدار را زد تا به عنوان دهمین گلزن تاریخ بوندسلیگا دست یابد. چند ماه بعد لوا در برابر شالکه گلزنی کرد تا با رکورد گلزنی در ۱۱ بازی خانگی متوالی در یک فصل برابری کند رکوردی که تا آن زمان به تنهایی در اختیار یوپ هاینکس بود. او به فرم گلزنی خود با هتریک برابر هامبورگ ادامه داد او برای اولین بار ضربه پنالتی را از دست داد. در ۱۱ فوریه ۲۰۱۸ او به عنوان بهترین بازیکن سال لهستان انتخاب شد. در ۲۲ فوریه او نماینده قدیمی خود سزاری کوچارسکی را اخراج کرد و پینی زهاوی معامله‌گر مشهور را به عنوان اینجنت جدید خود انتخاب کرد. شایعه شده بود که انتخاب زهاوی شروعی برای انتقال تابستانی به رئال مادرید است. لوا لیگ را با ۲۹ گل به عنوان بهترین گلزن به پایان رساند. و در تمام مسابقات ۴۱ گل در ۴۸ مسابقه زد.
- ۲۰۱۹–۲۰

در ۱۲ آگوست لواندوفسکی اولین گل این فصل خود را در جام حذفی برابر انرژی کوتبوس به ثمر رساند، چهار روز بعد در دیدار افتتاحیه در بوندسلیگا دو گل به هرتا برلین زد، لواندوفسکی با گل‌های خود رکورد BSC گلزنی در فصل اول را برای پنجمین سال متوالی در بوندسلیگا ثبت کرد، سپس در ۲۴ اوت مقابل شالکه هتریک کرد و بایرن سه بر صفر پیروز شد. در ۲۹ اوت لوا قرارداد خود را تا سال ۲۰۲۳ تمدید کرد، لواندوفسکی دویستمین گل خود برای بایرن مونیخ را در برابر ستاره سرخ بلگراد در لیگ قهرمان در تاریخ ۱۸ سپتامبر ثبت کرد، در اوخر همین ماه پس از به ثمر رساندن دهمین گل خود در این فصل لیگ در مقابل پادربورن او اولین بازیکن تاریخ بوندسلیگا شد که در شش هفته ابتدایی تعداد گل‌هایش دو رقمی شده است. سپس لوا به اولین بازیکن تاریخ لیگ آلمان تبدیل شد که در هر یک از نه، ده و یازده بازی ابتدایی یک فصل گلزنی می‌کند، و از رکورد هشت گلی که پیر امریک اوبامیانگ در دورتموند ثبت کرده بود عبور کرد. در ۲۶ نوامبر لواندوفسکی چهار گل در کمتر از ۱۵ دقیقه به ثبت رساند و بایرن تیم ستاره سرخ بلگراد را با نتیجه شش بر صفر شکست داد. و رکورد جدیدی در برای سریع‌ترین زمان برای زدن چهار گل در لیگ قهرمانان به ثبت رساند، او همچنین به دومین بازیکن تاریخ تبدیل شد که در چند بازی لیگ قهرمانان چهار گل به ثمر رسانده است.
در ۲۵ فوریه ۲۰۲۰ لواندوفسکی با زدن یک گل به چلسی در جریان پیروزی سه بر صفر بایرن در استمفورد بریچ با رکورد ۹ گل خارج از خانه کریستیانو رونالدو در یک فصل لیگ قهرمانان اروپا برابری کرد. در ۱۰ آگوست لوا در بازی برگشت و برد ۴ بر یک بایرن برابر چلسی لواندوفسکی یک گل زد و دو پاس گل داد، در ۱۴ آگوست در دیدار معروف پیروزی ۸ بر ۲ بایرن برابر بارسلونا لوا یک گل و یک پاس گل ثبت کرد. وی در نهمین بازی متوالی خود در این فصل لیگ قهرمانان در نیمه نهایی برابر لیون یک گل زد تا ۱۵ گله شود. نوار گلزنی او در دیدار فینال برابر پاری‌سن ژرمن متوقف شد اما با پیروزی یک بر صفر بایرن مونیخ در این دیدار لواندوفسکی برای اولین بار جام قهرمانی لیگ قهرمانان اروپا را به دست آورد. او همچنین دومین بازیکنی بود وه توانست سه‌گانه اروپا را کسب کند و در هر سه رقابت آقای گل شود، و موفقیت یوهان کرایف با آژاکس در سال ۱۹۷۱–۷۲ را تکرار کند. با این حال لواندوفسکی اولین کسی بود که این کار را به عنوان گلزن برتر در هر سه رقابت انجام داد.
- ۲۰۲۰–۲۱

در ۲۴ سپتامبر لواندوفسکی به پیروزی ۲ بر یک بایرن در فینال سوپر جام اروپا برابر سویا به این تیم کمک کرد. شش روز بعد در برد ۳ بر ۲ مقابل دورتموند در سوپر جام آلمان بازی کرد تا پنجمین جام فصل را به دست آورد. در ۴ اکتبر هر ۴ گل بایرن برابر هرتا برلین را به ثمر رساند، او در بازی برابر اینتراخت فرانکفورت هتریک کرد تا اولین بازیکن تاریخ بوندسلیگا شود که در پنج بازی ده گل به ثمر رسانده است. در ۱۶ دسامبر او پس از گرد مولر و کلاوس فیشر سومین بازیکنی بود که از مرز ۲۵۰ گل در لیگ آلمان عبور کرد. پس از کسب سه‌گانه با بایرن و بازی‌های درخشان در تورنمنت‌ها او به عنوان بهترین بازیکن مرد فیفا ۲۰۲۰ انتخاب شد و اولین بازیکن لهستانی بود که به این افتخار دست یافت. لغو توپ طلای ۲۰۲۰ انتقادات زیادی به همراه داشت چرا که اکثر سازمان‌های خبری و ورزشی معتقد بودند لواندوفسکی پیشتاز بود و برنده این جایزه می‌شد.
در ۱۷ ژانویه ۲۰۲۱ لواندوفسکی به اولین بازیکن تاریخ بوندسلیگا تبدیل شد که تنها پس از ۱۶ بازی ۲۱ گل به ثمر رسانده است و رکورد قبلی گرد مولر با در فصل ۱۹۶۸–۶۹ با۲۰ گل را شکست. در ۸ فوریه در نیمه نهایی جام باشگاه‌های جهان برابر الاهلی یک گل زد، در ۱۱ فوریه با پیروزی بر تیگرس مکزیک لوا با بایرن قهرمان جهان شد و بایرن با کسب شش‌گانه به دومین تیم تاریخ تبدیل شد که این افتخار را در کارنامه دارد. در ۲۳ فوریه در بازی برابر لاتزیو در یک‌هشتم نهایی لیگ قهرمانان اروپا یک گل زد و با ۷۲ گل در تاریخ این مسابقات از رائول گنزالس عبور کرد و سومین گلزن این رقابت‌ها شد، در ۶ مارس او دوازدهمین هتریک خود در بوندسلیگا را برابر تیم سابقش دورتموند ثبت کرد تا در ۲۳ بازی ۳۱ گل زده باشد، در ۱۳ مارس او یک گل در برابر وردربرمن به ثمر رساند، در ۱۳ مارس او با هتریک مقابل اشتوتگارت از رکورد کلاوس فیشر پیشی گرفت و با ۲۷۱ گل دومین گلزن تاریخ بوندسلیگا شد.
در ۲۸ مارس لواندوفسکی دو گل در برابر تیم ملی فوتبال آندورا در مقدماتی جام جهانی به ثمر رساند اما از ناحیه پای راست آسیب دید و دیدار مقابل پاری سن ژرمن را از دست داد، بایرن مونیخ بدون لوا در دو بازی رفت و برگشت به مساوی ۳ بر ۳ رضایت داد و طبق قانون گل زده در خانه حریف بایرن مونیخ از دور رقابت‌ها کنار رفت. در ۲۴ آوریل پس از یک ماه دوری در بازی برابر ماینس به میدان آمد و در وقت‌های اضافه گلزنی کرد، در ۸ می او چهاردهمین هتریک خود را در برابر مونشن گلادباخ به ثمر رساند، در ۲۲ می او رکورد گرد مولر با ۴۰ گل در فصل ۱۹۷۱–۷۲ را با گل دقیقه ۹۰ مقابل آگسبورگ شکست و با ۴۱ گل بهترین گلزن تاریخ یک فصل بوندسلیگا شد. او همچنین موفق شد برای اولین بار جایزه کفش طلای اروپا را کسب کند، لواندوفسکی فصل را با ۴۸ گل در ۴۰ بازی در همه تورنمنت‌ها به پایان رساند تا برای ششمین بار در یک فصل موفق به زدن ۴۰ گل در تمامی رقابت‌ها شود.
- ۲۰۲۱–۲۲

لواندوفسکی فصل جدید بوندسلیگا خود را با گل تساوی برابر مونشن گلادباخ در ۱۳ اوت آغاز کرد و او را به اولین بازیکنی تبدیل کرد که در هفت فصل متوالی بوندسلیگا در هفته اول گلزنی می‌کند. در سوپر جام فوتبال آلمان در بازی بیرون خانه برابر دورتموند دو گل زد و یک پاس گل داد، این مسابقه با یک دقیقه سکوت برای گرد مولر که دو روز قبل درگذشته بود برگزار شد. در ۲۸ اوت او پانزدهمین هتریک خود را در پیروزی ۵ بر صفر مقابل هرتا برلین به ثبت رساند. ثبت یک رکورد جدید باشگاهی و آلمانی برای بیشترین حضور متوالی در تمام رقابت‌ها با ۱۶ گلزنی که از رکورد قبلی گرد مولر با ۱۵ بازی عبور کرد. علاوه بر این او موفق شد به ۳۰۰ گل با بایرن مونیخ در تمام رقابت‌ها برسد، در ۱۸ سپتامبر لوا در سیزدهمین بازی متوالی خود برابر بوخوم گلزنی کرد و از رکورد قبلی که با ۱۲ بازی متوالی در اختیار گرد مولر و یوپ هاینکس بود عبور کرد.
در ۲۳ نوامبر لواندوفسکی در پیروزی خارج خانه مقابل دینامو کیف گلزنی کرد تا اولین بازیکنی باشد که دو بار در ۹ بازی متوالی لیگ قهرمانان موفق به گلزنی می‌شود. در اواسط فصل در حالی که اکثریت منتظر برنده شدن روبرت لواندوفسکی در جایزه توپ طلای ۲۰۲۱ بودند اما این جایزه به لیونل مسی رسید.

### بارسلونا
لواندوفسکی در بایرن مونیخ خود را به عنوان یکی از بهترین بازیکنان نسل خود معرفی کرد در ۱۶ جولای ۲۰۲۲ بارسلونا تأیید کرد که با بایرن مونیخ برای انتقال روبرت لواندوفسکی به توافق رسیده است. سه روز بعد لواندوفسکی با قراردادی ۴ ساله به مبلغ ۴۵ میلیون یورو به بارسلونا پیوست که به‌طور بالقوه با اضافه تا ۵۰ میلیون یورو افزایش می‌یابد. این قرارداد شامل بند آزادسازی ۵۰۰ میلیون یورویی بود لواندوفسکی گران‌ترین بازیکن لهستانی تاریخ و گران‌ترین فروش باشگاه بایرن مونیخ است از روبرت لواندوفسکی به‌طور رسمی در میان ۵۰ هزار هوادار در نیوکمپ رونمایی شد و پیرآهن شماره را که قبلاً ممفیس دپای می‌پوشید بر تن کرد و در ۱۲ آگوست به صورت رسمی ثبت شد، در میان گمانه‌زنی‌ها که باشگاه نمی‌تواند قرارداد او را ثبت کند زیرا آن‌ها بیش از سقف حقوق لیگ با وجود مشکلات مالی خود پرداخت کردند.
در ۷ آگوست ۲۰۲۲ اولین گل خود را در جام خوان گمپر تورنمت دوستانه را وارد دروازه تیم مکزیکی کرد. در ۱۳ اوت او اولین بازی خود برای بارسلونا را جلوی رایو وایکانو انجام داد، در ۲۱ آگوست اولین گل را برای بارسلونا وارد دروازه رئال سوسیداد کرد، و سپس در بازی بعد یک گل به رئال وایادولید زد، در ۷ سپتامبر در اولین بازی خود به عنوان بازیکن بارسلونا در لیگ قهرمانان اروپا برابر ویکتوریا پلژن هتریک کرد تا اولین بازیکن تاریخ باشد که در سه باشگاه مختلف در لیگ قهرمانان هتریک می‌کند. در ۱۱ سپتامبر در جریان پیروی ۴ بر صفر بارسلونا مقابل کادیز یکی از گل‌ها را زد و ششمین گل را در لیگ را ثبت کرد و رکورد کریستیانو رونالدو در زدن ۵ گل در ۵ بازی متوالی را شکست. و پس از به ثمر رساندن تنها گل پیروزی بیرون خانه برابر مایورکا توانست در ۷ بازی ۹ گل بزند و دو پاس گل بدهد.
در ۱۱ اکتبر لواندوفسکی در مرحله گروهی لیگ قهرمانان مقابل اینتر دو گل به این تیم زد. علیرغم به ثمر رساندن ۵ گل در این رقابت‌ها گل‌های او نتوانست به بارسلونا کمک کند و این تیم در مرحله گروهی سوم شد. در ۸ نوامبر لواندوفسکی به دلیل خطا روی دیوید گارسیا برای دومین بار در دوران باشگاهی خود اخراج شد و بعد سه بازی محروم شد، با این حال لواندوفسکی پس از محرومیتش از سوی دادگاهی در مادرید در تساوی یک بر یک تیمش مقابل اسپانیول شرکت کرد اما همچنان محرومیتش ادامه داشت زیرا دادگاه ورزشی اسپانیا مجازات را تأیید کرد و در مسابقات لیگ برابر اتلتیکو مادرید، ختافه و خیرونا غایب بود.
در ۱۶ ژانویه ۲۰۲۳ گل دوم را در سوپر جام فوتبال اسپانیا وارد دروازه رئال مادرید کرد. و اولین جام خود در بارسلونا را به دست آورد، در ۱۴ مه او دو گل از ۴ گل بارسلونا مقابل اسپانیول را به ثمر رساند و بارسلونا قهرمان لالیگا شد. در پایان فصل لواندوفسکی با زدن ۲۳ گل در ۳۴ بازی جایزه پیچیچی را کسب کرد. و تبدیل به اولین بازیکن در پنج لیگ معتبر اروپایی شد که در شش فصل پیاپی جایزه آقای گلی را دریافت کرد.
رای بیشترین جایزه بهترین گلزن در ۵ لیگ برتر اروپایی با ۸ جایزه برابر کرد.

### ۲۰۲۳–۲۴: نایب قهرمان لالیگا
در ۱۹ سپتامبر ۲۰۲۳، لواندوفسکی یک بار در پیروزی خانگی ۵–۰ بارسلونا مقابل آنتورپ در اولین بازی لیگ قهرمانان اروپا ۲۰۲۳–۲۴ گلزنی کرد تا تعداد گل‌های خود در رقابت‌های یوفا را به ۱۰۰ برساند و تنها سومین بازیکنی شد که پس از آن به چنین نقطه عطفی رسید. کریستیانو رونالدو و لیونل مسی. او همچنین با 35 سال و ۲۹ روز مسن‌ترین بازیکنی شد که برای بارسلونا در لیگ قهرمانان اروپا گلزنی کرد و از رکورد قبلی جرارد پیکه پیشی گرفت. در ۲۳ سپتامبر، او یک گل زد تا به بارسلونا کمک کند تا با ۳–۲ برد خانگی مقابل سلتاویگو، کسری دو گل را جبران کند و با ۳۵ گل تبدیل به بهترین گلزن در ۵۰ بازی اول این باشگاه در قرن بیست و یکم شود. رکوردی که قبلاً در اختیار ساموئل اتوئو بوده است.
در ۱۷ فوریه ۲۰۲۴، لواندوفسکی در پیروزی ۲–۱ مقابل سلتاویگو با تبدیل مجدد پنالتی دقیقه ۹۷ به بارسلونا پیروز شد. او موفق‌ترین فوتبالیست از نظر تعداد گل‌های زده شده (۴۰۷) در دهه گذشته در پنج لیگ برتر فوتبال اروپا شد. در ۲۲ فوریه، او نود و سومین گل خود در لیگ قهرمانان را در تساوی ۱–۱ مقابل ناپولی به ثمر رساند. سپس در ۱۲ مارس، لواندوفسکی گل نهایی را در پیروزی 3-1 در بازی خانگی به ثمر رساند و ناپولی را با نتیجه 4-2 در مجموع شکست داد. [245] در 17 مارس، او یکی از بازیکنان کلیدی در پیروزی ۳–۰ بارسلونا مقابل اتلتیکو مادرید بود که در هر سه گل نقش داشت. او با زدن یک گل و دو پاس گل به تیمش کمک کرد تا به رده دوم جدول لالیگا برسد. در ۲۹ آوریل، او اولین هت تریک خود در لالیگا را به ثمر رساند تا به تیمش کمک کند تا ۴–۲ مقابل والنسیا پیروز شود.

### ۲۰۲۴–۲۵
در ۱۷ آگوست ۲۰۲۴، لواندوفسکی در پیروزی ۲ بر یک مقابل والنسیا دو گل به ثمر رساند. این اولین بازی فصل لالیگا برای بارسلونا و اولین بازی با سرمربی سابق بایرن مونیخ هانزی فلیک به عنوان مربی بود. در ۲۲ سپتامبر، لواندوفسکی در پیروزی ۵ بر یک مقابل ویارئال دو گل به ثمر رساند. در ۲۵ سپتامبر، او گل پیروزی را در پیروزی ۱ بر صفر بارسلونا مقابل ختافه به ثمر رساند. این چهل و نهمین گل لواندوفسکی بود که در لالیگا به ثمر رساند و رکورد یان اوربان را به عنوان بهترین بازیکن لهستانی در تاریخ لالیگا شکست داد. در ۶ اکتبر، او در پیروزی ۳ بر صفر مقابل آلاوز هت تریک کرد. در ۲۰ اکتبر، لواندوفسکی در پیروزی ۵ بر یک مقابل سویا دو گل به ثمر رساند، در این روند، رکورد گرد مولر را پشت سر گذاشت و سومین گلزن برتر تاریخ پنج لیگ معتبر فوتبال اروپا شد. با ۳۶۶ گل در مجموع. در ۲۳ اکتبر، لواندوفسکی گل دوم را در شکست ۴ بر یک تیم سابقش بایرن مونیخ در لیگ قهرمانان اروپا به ثمر رساند، اما به احترام بایرن جشنی نگرفت. سپس در ۲۶ اکتبر ۲۰۲۴، لواندوفسکی گل اول و دوم را در شکست ۴ بر صفر بارسلونا رئال مادرید در سانتیاگو برنابئو به ثمر رساند.

## دوران ملی
لواندوفسکی در سال ۲۰۰۷ کار ملی خود را با لهستان زیر ۱۹ سال آغاز کرد. او همچنین سه بازی برای تیم زیر ۲۱ سال لهستان انجام داد، در بازی‌های دوستانه مقابل انگلیس، بلاروس و فنلاند.
اولین بازی او برای تیم ملی بزرگسالان در ۱۰ سپتامبر ۲۰۰۸، سه هفته پس از تولد ۲۰ سالگی او، در برابر سن مارینو، جایی که او به عنوان یار تعویضی به میدان رفت و یک گل در برد ۲–۰ خارج از خانه در مقدماتی جام جهانی ۲۰۱۰ به ثمر رساند. تنها ولودزیمیرز لوبانسکی در اولین بازی خود برای تیم ملی در سنی جوانتر از لواندوفسکی گل زد که در آن زمان ۱۶ سال داشت. لواندوفسکی در ۱ آوریل ۲۰۰۹ در پیروزی ۱۰–۰ گل دیگری را در دیدار با همین تیم به ثمر رساند.
لواندوفسکی در بازی افتتاحیه تورنمنت یوفا یورو ۲۰۱۲ مقابل یونان در ورشو پس از پاس گل یاکوب بلاشیکوفسکی، هم تیمی وقت دورتموند، اولین گل مسابقات را به ثمر رساند و به عنوان بهترین بازیکن مسابقه انتخاب شد. او در هر سه بازی برای لهستان در این مسابقات بازی کرد، زیرا میزبان مشترک از مرحله گروهی با دو امتیاز به دست آورده بود.
لواندوفسکی در پیروزی ۵–۰ مقابل سن مارینو در ۲۶ مارس ۲۰۱۳ در جریان رقابت‌های مرحله مقدماتی جام جهانی فوتبال ۲۰۱۴ دو پنالتی به ثمر رساند که اولین بازی او به عنوان کاپیتان بود. بعداً در مبارزات انتخاباتی، در ۶ سپتامبر، او گل تساوی را در برابر مونته‌نگرو در تساوی ۱–۱ خانگی به ثمر رساند. لهستان برای جام جهانی ۲۰۱۴ برزیل واجد شرایط نشد.
در ۷ سپتامبر ۲۰۱۴، در اولین بازی لهستان در مرحله مقدماتی جام ملت‌های اروپا ۲۰۱۶، خارج از خانه مقابل جبل الطارق، لواندوفسکی اولین هت تریک بین‌المللی خود را به ثمر رساند و چهار گل در برد ۷–۰ به ثمر رساند. در ۱۳ ژوئن ۲۰۱۵، او هت‌تریک دیگری در شکست ۴–۰ لهستان از گرجستان، با سه گلی که در فاصله چهار دقیقه به ثمر رساند، به ثمر رساند. در ۸ اکتبر، او دو بار در تساوی ۲–۲ خارج از خانه به اسکاتلند گلزنی کرد، و با ضربه آخر بازی به تساوی رسید تا میزبان حذف شود. سه روز بعد او برنده را در پیروزی ۲–۱ در برابر جمهوری ایرلند هدایت کرد و لهستان را برای حضور در مسابقات نهایی در فرانسه واجد شرایط کرد. لواندوفسکی با ۱۳ گل به کار خود پایان داد، که یک رکورد مشترک مقدماتی مسابقات قهرمانی اروپا با آمار دیوید هیلی برای ایرلند شمالی در مقدماتی یورو ۲۰۰۸ یوفا بود.
در یورو ۲۰۱۶ در فرانسه، لواندوفسکی تا بازی یک شانزدهم پایانی مقابل سوئیس در سنت اتین، شوتی به سمت دروازه نداشت. پس از تساوی ۱–۱، او اولین تلاش تیمش را در ضربات پنالتی به ثمر رساند که آنها را برای اولین بار به مرحله یک چهارم نهایی رساند. در ۱۰۰ ثانیه از مرحله یک چهارم نهایی مقابل پرتغال در ورزشگاه ولودروم، او سانتر کامیل گروسیسکی را به پایان رساند تا تساوی ۱–۱ دیگر را باز کند، و دوباره در ضربات بازی گلزنی کرد اگرچه لهستانی‌ها شکست خوردند. در زمان خروج لهستان، لواندوفسکی بیش از هر بازیکن دیگری در مسابقات متحمل خطا شده بود.

### ۲۰۱۷–اکنون: بهترین گلزن تاریخ لهستان
در ۵ اکتبر ۲۰۱۷، لواندوفسکی در پیروزی ۶–۱ مقابل ارمنستان هت تریک کرد و تعداد گل‌های خود را به ۵۰ گل برای لهستان رساند و از رکورد قبلی 48 گل ولودزیمیرز لوبانسکی فراتر رفت و بهترین گلزن تاریخ لهستان شد. در ۸ اکتبر ۲۰۱۷، لواندوفسکی در پیروزی ۴–۲ مقابل مونته‌نگرو یک گل به ثمر رساند و تعداد گل‌های خود را برای لهستان به ۵۱ رساند. او رقابت‌های مرحله مقدماتی جام جهانی فوتبال ۲۰۱۸ را با ۱۶ گل به پایان رساند که یک رکورد برای یک بازی مقدماتی جام جهانی اروپا بود.
لواندوفسکی به تیم ۲۳ نفره لهستان برای جام جهانی فوتبال ۲۰۱۸ روسیه دعوت شد. لواندوفسکی در هر سه بازی، در برابر سنگال، کلمبیا و ژاپن، هر دقیقه بازی کرد. او هیچ گلی به ثمر نرساند و لهستان نتوانست به مرحله حذفی راه پیدا کند.
در ۱۹ ژوئن ۲۰۲۱، در دومین بازی گروهی لهستان یورو ۲۰۲۰ مقابل اسپانیا، لواندوفسکی گل تساوی را در تساوی ۱–۱ به ثمر رساند. از این رو، او اولین بازیکن لهستانی شد که در سه دوره متوالی قهرمانی اروپا گلزنی کرد. در ۲۳ ژوئن، او در شکست ۳–۲ مقابل سوئد یک بریس زد. با این حال، لهستان در گروه خود آخر شد و در مرحله گروهی حذف شد.
لواندوفسکی در آستانه جام جهانی فوتبال ۲۰۲۲ قطر برای تیم ملی انتخاب شد. در اولین بازی مقابل مکزیک، او یک پنالتی را از دست داد. با این حال، در بازی دوم مقابل عربستان سعودی، او اولین گل خود را در جام جهانی فوتبال به ثمر رساند که لهستان او ۲–۰ پیروز شد. او دومین گل خود در جام جهانی را در یک باخت ۳–۱ مقابل فرانسه در مرحله یک شانزدهم نهایی با ضربه پنالتی به ثمر رساند.
در ژوئن ۲۰۲۴، او در فهرست نهایی ۲۶ نفره برای یورو ۲۰۲۴ در آلمان قرار گرفت. در سومین بازی مرحله گروهی لهستان، او یک ضربه پنالتی را تبدیل کرد تا در تساوی ۱–۱ مقابل فرانسه به تساوی برسد، اگرچه لهستان پس از پایان در انتهای گروه خود از مسابقات خارج شد.

## سبک بازی
لواندوفسکی به‌طور گسترده به عنوان یکی از بهترین مهاجمان جهان در نظر گرفته می‌شود و بسیاری او را یکی از بهترین مهاجمان میانی تمام دوران می‌دانند، یک تمام‌کننده دقیق و کارآمد با سر و هر دو پا لواندوفسکی یک گلزن تمام‌عیار است که باعث شده به او لقب لوانگلسکی و ماشین گلزنی داده شود، او که یک مهاجم نوک عالی است گفته می‌شود که تمام ویژگی‌های یک شماره ۹ قد، قدرت، تعادل، سرعت، حرکت هوشمند و مهارت در هر دو پا را دارد. اگر چه او عمدتاً به عنوان یک شکارچی گل در محوطه جریمه عمل می‌کند، اما به دلیل حس موقعیت توانایی در شوت اول، قدرت در هوا و شوت قدرتمند با هر دو پا، مهارت‌های فنی عالی، پاهای سریع، دریبل زدن ماهرانه، بینایی‌اش و همچنین فیزیک بدنی او را قادر می‌سازد تا توپ را پشت به دروازه هم تبدیل به گل کند یا در موقعیت‌های مناسب برای تیمش خطاهای حساس بگیرد. علیرغم اینکه اغلب به عنوان یک مهاجم مرکزی عمل می‌کند.
او همچنین به دلیل میزان کار و سهم دفاعی‌اش در خارج از توپ متمایز است و می‌تواند نقش‌های عمیق‌تری را در زمین بازی کند تا با حرکات خود فضا را برای هم تیمی‌ها ایجاد کند یا با دویدن‌های هجومی دیرهنگام و ناگهان مدافعان را غافلگیر کند لواندوفسکی یک پنالتی‌زن دقیق است و بارها با خونسردی از روی نقطه پنالتی دروازه حریفان را باز کرده است، او همچنین قادر به گل زدن از فاصله دور و به زدن ضربات آزاد معروف است لواندوفسکی علاوه بر بازی به دلیل اخلاق کاری و آمادگی جسمانی ذهنیت و نظم فوق‌العاده‌اش چه در زمین و چه در تمرین توسط کارشناسان، بازیکنان و مدیران مورد تمجید قرار گرفته است.

## آمار

### باشگاهی
تا تاریخ ۱۳ آوریل ۲۰۲۵
| باشگاه                | فصل                   | لیگ                   | لیگ  | لیگ | جام حذفی | جام حذفی | قاره‌ای | قاره‌ای | دیگر | دیگر | مجموع | مجموع |
| باشگاه                | فصل                   | دسته                  | بازی | گل  | بازی     | گل       | بازی   | گل     | بازی | گل   | بازی  | گل    |
| --------------------- | --------------------- | --------------------- | ---- | --- | -------- | -------- | ------ | ------ | ---- | ---- | ----- | ----- |
| دلتا ورشو             | ۲۰۰۴–۰۵               | لیگ سوم لهستان        | ۱۷   | ۴   | ۲        | ۰        | _      | _      | _    | _    | ۱۹    | ۴     |
| مجموع دلتا ورشو       | مجموع دلتا ورشو       | مجموع دلتا ورشو       | ۱۷   | ۴   | ۲        | ۰        | _      | _      | _    | _    | ۱۹    | ۴     |
| لگیا ورشو بی          | ۲۰۰۵–۰۶               | لیگ دوم لهستان        | ۱۳   | ۲   | ۱        | ۲        | _      | _      | _    | _    | ۱۴    | ۴     |
| مجموع لگیا ورشو       | مجموع لگیا ورشو       | مجموع لگیا ورشو       | ۱۳   | ۲   | ۱        | ۲        | _      | _      | _    | _    | ۱۴    | ۴     |
| زنیچ پروشکوف          | ۲۰۰۶–۰۷               | لیگ دوم لهستان        | ۲۷   | ۱۵  | ۵        | ۲        | _      | _      | _    | _    | ۳۲    | ۱۷    |
| زنیچ پروشکوف          | ۲۰۰۷–۰۸               | لیگ یک لهستان         | ۳۲   | ۲۱  | ۲        | ۰        | _      | _      | _    | _    | ۳۴    | ۲۱    |
| مجموع زنیچ پروشکوف    | مجموع زنیچ پروشکوف    | مجموع زنیچ پروشکوف    | ۵۹   | ۳۶  | ۷        | ۲        | _      | _      | _    | _    | ۶۶    | ۳۸    |
| لخ پوزنان             | ۲۰۰۸–۰۹               | لیگ برتر لهستان       | ۳۰   | ۱۴  | ۶        | ۲        | ۱۲     | ۴      | _    | _    | ۴۸    | ۲۰    |
| لخ پوزنان             | ۲۰۰۹–۱۰               | لیگ برتر لهستان       | ۲۸   | ۱۸  | ۱        | ۰        | ۴      | ۲      | ۱    | ۱    | ۳۴    | ۲۱    |
| مجموع لخ پوزنان       | مجموع لخ پوزنان       | مجموع لخ پوزنان       | ۵۸   | ۳۲  | ۷        | ۲        | ۱۶     | ۶      | ۱    | ۱    | ۸۲    | ۴۱    |
| بروسیا دورتموند       | ۲۰۱۰–۱۱               | بوندس‌لیگا             | ۳۳   | ۸   | ۲        | ۰        | ۸      | ۱      | _    | _    | ۴۳    | ۹     |
| بروسیا دورتموند       | ۲۰۱۱–۱۲               | بوندس‌لیگا             | ۳۴   | ۲۲  | ۶        | ۷        | ۶      | ۱      | ۱    | ۰    | ۴۷    | ۳۰    |
| بروسیا دورتموند       | ۲۰۱۲–۱۳               | بوندس‌لیگا             | ۳۱   | ۲۴  | ۴        | ۱        | ۱۳     | ۱۰     | ۱    | ۱    | ۴۹    | ۳۶    |
| بروسیا دورتموند       | ۲۰۱۳–۱۴               | بوندس‌لیگا             | ۳۳   | ۲۰  | ۵        | ۲        | ۹      | ۶      | ۱    | ۰    | ۴۸    | ۲۸    |
| مجموع بروسیا دورتموند | مجموع بروسیا دورتموند | مجموع بروسیا دورتموند | ۱۳۱  | ۷۴  | ۱۷       | ۱۰       | ۳۶     | ۱۸     | ۳    | ۱    | ۱۸۷   | ۱۰۳   |
| بایرن مونیخ           | ۲۰۱۴–۱۵               | بوندس‌لیگا             | ۳۱   | ۱۷  | ۵        | ۲        | ۱۲     | ۶      | ۱    | ۰    | ۴۹    | ۲۵    |
| بایرن مونیخ           | ۲۰۱۵–۱۶               | بوندس‌لیگا             | ۳۲   | ۳۰  | ۶        | ۳        | ۱۲     | ۹      | ۱    | ۰    | ۵۱    | ۴۲    |
| بایرن مونیخ           | ۲۰۱۶–۱۷               | بوندس‌لیگا             | ۳۳   | ۳۰  | ۴        | ۵        | ۹      | ۸      | ۱    | ۰    | ۴۷    | ۴۳    |
| بایرن مونیخ           | ۲۰۱۷–۱۸               | بوندس‌لیگا             | ۳۰   | ۲۹  | ۶        | ۶        | ۱۱     | ۵      | ۱    | ۱    | ۴۸    | ۴۱    |
| بایرن مونیخ           | ۲۰۱۸–۱۹               | بوندس‌لیگا             | ۳۳   | ۲۲  | ۵        | ۷        | ۸      | ۸      | ۱    | ۳    | ۴۷    | ۴۰    |
| بایرن مونیخ           | ۲۰۱۹–۲۰               | بوندس‌لیگا             | ۳۱   | ۳۴  | ۵        | ۶        | ۱۰     | ۱۵     | ۱    | ۰    | ۴۷    | ۵۵    |
| بایرن مونیخ           | ۲۰۲۰–۲۱               | بوندس‌لیگا             | ۲۹   | ۴۱  | ۱        | ۰        | ۶      | ۵      | ۴    | ۲    | ۴۰    | ۴۸    |
| بایرن مونیخ           | ۲۰۲۱–۲۲               | بوندس‌لیگا             | ۳۴   | ۳۵  | ۱        | ۰        | ۱۰     | ۱۳     | ۱    | ۲    | ۴۶    | ۵۰    |
| مجموع بایرن مونیخ     | مجموع بایرن مونیخ     | مجموع بایرن مونیخ     | ۲۵۳  | ۲۳۸ | ۳۳       | ۲۹       | ۷۸     | ۶۹     | ۱۱   | ۸    | ۳۷۵   | ۳۴۴   |
| بارسلونا              | ۲۰۲۲–۲۳               | لالیگا                | ۳۴   | ۲۳  | ۳        | ۲        | ۷      | ۶      | ۲    | ۲    | ۴۶    | ۳۳    |
| بارسلونا              | ۲۰۲۳–۲۴               | لالیگا                | ۳۵   | ۱۹  | ۳        | ۲        | ۹      | ۳      | ۲    | ۲    | ۴۹    | ۲۶    |
| بارسلونا              | ۲۰۲۴–۲۵               | لالیگا                | ۳۴   | ۲۷  | ۳        | ۳        | ۱۳     | ۱۱     | ۲    | ۱    | ۵۲    | ۴۲    |
| مجموع بارسلونا        | مجموع بارسلونا        | مجموع بارسلونا        | ۱۰۳  | ۶۹  | ۹        | ۷        | ۲۹     | ۲۰     | ۶    | ۵    | ۱۴۷   | ۱۰۱   |
| مجموع آمار            | مجموع آمار            | مجموع آمار            | ۶۳۸  | ۴۳۶ | ۷۶       | ۵۲       | ۱۵۹    | ۱۱۳    | ۲۱   | ۱۵   | ۸۹۴   | ۶۴۳   |

### ملی
تا تاریخ ۲۱ نوامبر ۲۰۲۳
| لهستان | لهستان | لهستان | لهستان |
| سال    | بازی   | گل     | پاس گل |
| ------ | ------ | ------ | ------ |
| ۲۰۰۸   | ۴      | ۲      | ۰      |
| ۲۰۰۹   | ۱۲     | ۱      | ۲      |
| ۲۰۱۰   | ۱۳     | ۶      | ۲      |
| ۲۰۱۱   | ۱۱     | ۴      | ۲      |
| ۲۰۱۲   | ۱۰     | ۲      | ۱      |
| ۲۰۱۳   | ۱۰     | ۳      | ۲      |
| ۲۰۱۴   | ۶      | ۵      | ۳      |
| ۲۰۱۵   | ۷      | ۱۱     | ۳      |
| ۲۰۱۶   | ۱۲     | ۸      | ۱      |
| ۲۰۱۷   | ۶      | ۹      | ۲      |
| ۲۰۱۸   | ۱۱     | ۴      | ۲      |
| ۲۰۱۹   | ۱۰     | ۶      | ۲      |
| ۲۰۲۰   | ۴      | ۲      | ۲      |
| ۲۰۲۱   | ۱۲     | ۱۱     | ۴      |
| ۲۰۲۲   | ۱۰     | ۴      | ۲      |
| ۲۰۲۳   | ۸      | ۴      | ۲      |
| مجموع  | ۱۵۳    | ۸۴     | ۳۲     |

## افتخارات

### باشگاهی
لخ پوزنان
- لیگ برتر فوتبال لهستان(۱): ۱۰–۲۰۰۹
- جام حذفی فوتبال لهستان(۱): ۰۹–۲۰۰۸
- سوپر جام فوتبال لهستان(۱): ۲۰۰۹

بروسیا دورتموند
- بوندس‌لیگا(۲): ۱۱–۲۰۱۰، ۱۲–۲۰۱۱
- جام حذفی فوتبال آلمان(۱): ۱۲–۲۰۱۱
- سوپر جام فوتبال آلمان(۱): ۲۰۱۳
- لیگ قهرمانان اروپا: ۱۳–۲۰۱۲ (نایب قهرمان)

بایرن مونیخ
- بوندس‌لیگا(۸): ۱۵–۲۰۱۴، ۱۶–۲۰۱۵، ۱۷–۲۰۱۶، ۱۸–۲۰۱۷، ۱۹–۲۰۱۸، ۲۰–۲۰۱۹، ۲۱–۲۰۲۰، ۲۲–۲۰۲۱
- جام حذفی فوتبال آلمان(۳): ۱۶–۲۰۱۵، ۱۹–۲۰۱۸، ۲۰–۲۰۱۹
- سوپر جام فوتبال آلمان(۴): ۲۰۱۶، ۲۰۱۷، ۲۰۱۸، ۲۰۲۰
- لیگ قهرمانان اروپا(۱): ۲۰–۲۰۱۹
- سوپر جام اروپا(۱): ۲۰۲۰
- جام باشگاه‌های جهان(۱): ۲۰۲۱

بارسلونا
- لالیگا(۲): ۲۳–۲۰۲۲، ۲۵–۲۰۲۴
- جام حذفی فوتبال اسپانیا(۱): ۲۵–۲۰۲۴
- سوپرجام فوتبال اسپانیا(۲): ۲۰۲۳، ۲۰۲۵

### فردی
- جایزه گرد مولر(۲): ۲۰۲۱، ۲۰۲۲
- کفش طلا(۲): ۲۱–۲۰۲۰، ۲۲–۲۰۲۱
- بهترین بازیکن مرد فیفا(۲): ۲۰۲۰، ۲۰۲۱
- توپ طلا جام باشگاه‌های جهان(۱): ۲۰۲۰
- پای طلایی(۱): ۲۰۲۲
- بهترین بازیکن مرد سال یوفا(۱): ۲۰–۲۰۱۹
- بهترین مهاجم فصل لیگ قهرمانان اروپا(۱): ۲۰–۲۰۱۹
- آقای گل لیگ قهرمانان اروپا(۱): ۲۰–۲۰۱۹ (۱۵) گل
- آقای پاس گل لیگ قهرمانان اروپا(۱): ۲۰–۲۰۱۹ (۶) پاس گل
- تیم منتخب لیگ قهرمانان اروپا(۴): ۱۶–۲۰۱۵، ۱۷–۲۰۱۶، ۲۰–۲۰۱۹، ۲۱–۲۰۲۰
- تیم منتخب یوفا(۱): ۲۰۱۹، ۲۰۲۰
- بهترین بازیکن مقدماتی جام ملت‌های اروپا ۲۰۱۶(۱): ۲۰۱۶
- تیم منتخب اروپا اسپورت مدیا(۳): ۲۰–۲۰۱۹، ۲۱–۲۰۲۰، ۲۲–۲۰۲۱
- ورزشکار سال اروپا: ۲۰۲۰
- بهترین بازیکن سال جهان از دیدگاه ورلد ساکر(۲): ۲۰۲۰، ۲۰۲۱
- بهترین بازیکن طلایی توتو اسپورت(۲): ۲۰۲۰، ۲۰۲۱
- آقای گل لیگ دوم لهستان: ۰۷–۲۰۰۶ (۱۵) گل
- آقای گل لیگ اول لهستان: ۰۸–۲۰۰۷ (۲۱) گل
- بهترین بازیکن سال فوتبال لهستان(۱۱): ۲۰۱۱، ۲۰۱۲، ۲۰۱۳، ۲۰۱۴، ۲۰۱۵، ۲۰۱۶، ۲۰۱۷، ۲۰۱۸، ۲۰۱۹، ۲۰۲۰، ۲۰۲۱
- ورزشکار سال لهستان(۳): ۲۰۱۵، ۲۰۲۰، ۲۰۲۱
- بهترین بازیکن جوان سال لهستان: ۲۰۰۸
- بهترین بازیکن فصل بوندس لیگا از دیدگاه (VDV)(۵): ۱۳–۲۰۱۲، ۱۷–۲۰۱۶، ۱۸–۲۰۱۷، ۲۰–۲۰۱۹، ۲۱–۲۰۲۰
- تیم منتخب فصل بوندس لیگا از دیدگاه (VDV)(۱۰): ۱۳–۲۰۱۲، ۱۴–۲۰۱۳، ۱۵–۲۰۱۴، ۱۶–۲۰۱۵، ۱۷–۲۰۱۶، ۱۸–۲۰۱۷، ۱۹–۲۰۱۸، ۲۰–۲۰۱۹، ۲۱–۲۰۲۰، ۲۲–۲۰۲۱
- آقای گل بوندس لیگا(۸): ۱۴–۲۰۱۳، ۱۶–۲۰۱۵، ۱۷–۲۰۱۶، ۱۸–۲۰۱۷، ۱۹–۲۰۱۸، ۲۰–۲۰۱۹، ۲۱–۲۰۲۰، ۲۲–۲۰۲۱
- بهترین بازیکن فصل بوندس لیگا(۲): ۱۷–۲۰۱۶، ۲۰–۲۰۱۹
- تیم منتخب فصل بوندس لیگا(۱۰): ۱۳–۲۰۱۲، ۱۴–۲۰۱۳، ۱۵–۲۰۱۴، ۱۶–۲۰۱۵، ۱۷–۲۰۱۶، ۱۸–۲۰۱۷، ۱۹–۲۰۱۸، ۲۰–۲۰۱۹، ۲۱–۲۰۲۰، ۲۲–۲۰۲۱
- آقای گل جام حذفی فوتبال آلمان(۵): ۱۲–۲۰۱۱، ۱۷–۲۰۱۶، ۱۸–۲۰۱۷، ۱۹–۲۰۱۸، ۲۰–۲۰۱۹
- بهترین بازیکن فصل بایرن مونیخ(۱): ۲۰–۲۰۱۹
- آقای گل لالیگا(۱): ۲۳–۲۰۲۲
- تیم منتخب فصل لالیگا(۳): ۲۳–۲۰۲۲، ۲۴–۲۰۲۳، ۲۵–۲۰۲۴
- بهترین بازیکن مرد فوتبال جهان از دیدگاه فدراسیون بین‌المللی تاریخ و آمار فوتبال(۲): ۲۰۲۰، ۲۰۲۱
- بهترین گلزن جهان از دیدگاه فدراسیون بین‌المللی تاریخ و آمار فوتبال(۲): ۲۰۲۰، ۲۰۲۱
- بهترین گلزن بازی‌های ملی جهان از دیدگاه فدراسیون بین‌المللی تاریخ و آمار فوتبال(۲): ۲۰۱۵، ۲۰۲۱
- تیم سال فوتبال مردان جهان از دیدگاه فدراسیون بین‌المللی تاریخ و آمار فوتبال(۲): ۲۰۲۰، ۲۰۲۱
- تیم منتخب منتخب دهه جهان از دیدگاه فدراسیون بین‌المللی تاریخ و آمار فوتبال(۱): ۲۰۱۱–۲۰۲۰
- تیم منتخب منتخب دهه یوفا از دیدگاه فدراسیون بین‌المللی تاریخ و آمار فوتبال(۱): ۲۰۱۱–۲۰۲۰